# هیثم ذیب
هیثم ذیب (عربی: هيثم ذيب؛ زادهٔ ۱۲ مارس ۱۹۸۶) بازیکن فوتبال اهل دولت فلسطین است.
از باشگاه‌هایی که در آن بازی کرده‌است می‌توان به جبل مکبر اشاره کرد.
وی همچنین در تیم ملی فوتبال فلسطین بازی کرده‌است.